# James Barrineau
James Barrineau (ur. 25 czerwca 1955 w Fort Gordon) – amerykański lekkoatleta, który specjalizował się w skoku wzwyż.
W 1976 roku startował w igrzyskach olimpijskich. W eliminacjach konkursu skoku wzwyż z wynikiem 2,16 zajął ex-equo z Jackiem Wszołą pierwsze miejsce. Podczas finału następnego dnia Barrineau uzyskał tylko 2,14 i zajął ostatecznie 11. miejsce w olimpijskich zawodach. Startował w 1983 roku w igrzyskach panamerykańskich (4. lokata) oraz w uniwersjadzie. Rekord życiowy: 2,30 (2 lipca 1983). W 1995 z wynikiem 2,11 został mistrzem świata weteranów. W 2012 został halowym mistrzem świata weteranów z wynikiem 1,76.
Studiował na University of Georgia.
Jego syn – Tommy także jest lekkoatletą (wieloboistą), od 2009 reprezentuje Finlandię.